# فلادا تشيغيريفا
فلادا أليكساندروفنا تشيغيريفا (الروسية:Влада Александровна Чигирёва ، من مواليد 18 ديسمبر 1994) سباحة روسية في السباحة المتزامنة، فازت بست ميداليات ذهبية في بطولة العالم للألعاب المائية: ثلاث في عام 2013 وثلاث في عام 2015. كانت أيضًا بطلة فردية وفريق في كل من بطولة العالم للناشئين المتزامنة للسباحة في 2010 و 2012. كما فازت بميدالية ذهبية في بطولة الألعاب المائية الأوروبية لعام 2014 ، بالإضافة إلى ميداليتين ذهبيتين في بطولة الجامعات الصيفية لعام 2013. غابت عن بطولة أوروبا 2018 بسبب إصابة في الركبة في عام 2017 تطلبت عملية جراحية.